# Iberg (Allgäu)
Der Iberg (nicht zu verwechseln mit der nahen Iberger Kugel) ist ein etwa 960 m ü. NHN hoher Südwestausläufer des Berges Riedholzer Kugel (1065,6 m ü. NN) im Nordauslauf der Allgäuer Alpen im Gemeindegebiet von Maierhöfen und Grünenbach im Nordosten des Landkreises Lindau (Bodensee), Regierungsbezirk Schwaben in Bayern.
Der Iberg erhebt sich beim Ortsteil Riedholz der Gemeinde Maierhöfen, deren Kernort 2,3 km nordnordöstlich des Bergs liegt. Rund 7 km nördlich befindet sich Isny und etwa 1 km (je Luftlinie) westnordwestlich liegt der Eistobel, eine als Naturschutzgebiet ausgewiesene Schlucht des Flusses Obere Argen, in die der den Berg nördlich passierende und durch Riedholz fließende Riedholzer Bach mündet. Südlich des Bergs fließt der Schüttentobelbach, der westsüdwestwärts der Oberen Argen zufließt. Die Südwestflanke des Bergs heißt – nach dortiger Ansiedlung Hohenegg benannt – Hohenegger Berg, wo sich die Burgruine Hohenegg befindet.
1926 wurde eine Skisprungschanze am Berg nahe Riedholz errichtet. Nach dem Iberg, der Wander- und Skigebiet ist, waren die zwei Iberg-Skilifte benannt.